# Slovenia Open WTA 2021
Lo Slovenia Open WTA 2021, noto anche per motivi di sponsorizzazione come Zavarovalnica Sava Portorož 2021, è un torneo di tennis giocato sul cemento. È la 7ª edizione del Slovenia Open WTA, che fa parte della categoria WTA 250 nell'ambito del WTA Tour 2021. Si gioca al Tennis Club Portorož di Portorose, in Slovenia, dall'11 al 19 settembre 2021.

## Partecipanti

### Singolare
| Nazionalità | Giocatore          | Ranking* | Testa di serie |
| ----------- | ------------------ | -------- | -------------- |
| Croazia     | Petra Martić       | 32       | 1              |
| Kazakistan  | Julija Putinceva   | 33       | 2              |
| Stati Uniti | Alison Riske       | 35       | 3              |
| Romania     | Sorana Cîrstea     | 39       | 4              |
| Slovenia    | Tamara Zidanšek    | 40       | 5              |
| Ucraina     | Dajana Jastrems'ka | 51       | 6              |
| Svezia      | Rebecca Peterson   | 54       | 7              |
| Croazia     | Donna Vekić        | 57       | 8              |

- Ranking al 30 agosto 2021.

#### Altre partecipanti
Le seguenti giocatrici hanno ricevuto una Wildcard per il tabellone principale:
- Živa Falkner
- Pia Lovrič
- Nika Radišić

Le seguenti giocatrici sono passate dalle qualificazioni:

- Katie Boulter
- Lucia Bronzetti
- Cristiana Ferrando
- Aleksandra Krunić
- Viktória Kužmová
- Tereza Mrdeža

#### Ritiri
Prima del torneo
- Paula Badosa → sostituita da  Sara Errani
- Anna Blinkova → sostituita da  Jaqueline Cristian
- Caroline Garcia → sostituita da  Kristína Kučová
- Polona Hercog → sostituita da  Kaja Juvan
- Dar'ja Kasatkina → sostituita da  Ana Konjuh
- Elena-Gabriela Ruse → sostituita da  Anna Kalinskaja
- Sara Sorribes Tormo → sostituita da  Jasmine Paolini

### Doppio
| Nazione    | Giocatrice        | Nazione     | Giocatrice                | Ranking* | Testa di serie |
| ---------- | ----------------- | ----------- | ------------------------- | -------- | -------------- |
| Slovenia   | Andreja Klepač    | Slovenia    | Tamara Zidanšek           | 101      | 1              |
| Serbia     | Aleksandra Krunić | Paesi Bassi | Lesley Pattinama Kerkhove | 144      | 2              |
| Kazakistan | Anna Danilina     | Ungheria    | Fanny Stollár             | 198      | 3              |
| Polonia    | Katarzyna Piter   | Regno Unito | Heather Watson            | 231      | 4              |

* Ranking al 30 agosto 2021.

#### Altre partecipanti
Le seguenti coppie di giocatrici hanno ricevuto una Wildcard per il tabellone principale:
- Tina Cvetkovič /  Ela Nala Milić
- Živa Falkner /  Pia Lovrič

#### Ritiri
Prima del torneo
- Mihaela Buzărnescu /  Katarzyna Piter → sostituite da  Katarzyna Piter /  Heather Watson
- Harriet Dart /  Renata Voráčová → sostituite da  Danka Kovinić /  Renata Voráčová
- Katarzyna Kawa /  Tereza Mihalíková → sostituite da  Anna Kalinskaja /  Tereza Mihalíková
- Monica Niculescu /  Elena-Gabriela Ruse → sostituite da  Rutuja Bhosale /  Emily Webley-Smith

## Campionesse

### Singolare
Jasmine Paolini ha sconfitto in finale  Alison Riske con il punteggio di 7-6(4), 6-2.

### Doppio
Anna Kalinskaja /  Tereza Mihalíková hanno sconfitto in finale  Aleksandra Krunić /  Lesley Pattinama Kerkhove con il punteggio di 4-6, 6-2, [12-10].